# جريج كايت
جريج كايت (بالإنجليزية: Greg Kite)‏ مواليد 5 أغسطس 1961 في هيوستن، هو لاعب كرة سلة محترف أمريكي معتزل بدأ مسيرته الاحترافية في سنة 1983 حيث تم اختياره من قبل فريق بوسطن سيلتكس خلال الدرافت. يبلغ طوله 6 قدم 11 بوصة (2.1 م). اعتزل اللعب في 1996.

## فرق لعب لها
- بوسطن سيلتكس
- لوس أنجلوس كليبرز
- شارلوت هورنتس
- سكرامنتو كينغز
- أورلاندو ماجيك
- نيويورك نيكس
- إنديانا بايسرز

## روابط خارجية
- جريج كايت على موقع إن بي أي (الإنجليزية)
- جريج كايت على موقع سبورتس رفرنس (الإنجليزية)
- جريج كايت على موقع كلية كرة السلة في سبورتس رفرنس.كوم (الإنجليزية)
- جريج كايت على موقع ريلجم (الإنجليزية)
- جريج كايت على موقع بروبوليرز (الإنجليزية)